# Павел Панов (футболист)
Вижте пояснителната страница за други личности с името Павел Панов.
Павел Панов (16 септември 1950 г. – 18 февруари 2018 г.) е легендарен български футболист, нападател. По-голямата част от състезателната му кариера е свързана с Левски (София), където играе в продължение на 12 години и половина.
„Заслужил майстор на спорта“ от 1975 г. Голмайстор на А група през сезон 1976/77 с 32 попадения. Обявен за Футболист № 1 на България за 1977 г. Впечатлява с техника, дрибъл, поглед върху играта, пас и точен завършващ удар. Перфектен изпълнител на свободни удари.
Дългогодишен национален състезател. За България има 56 мача с 44 гола. Участник на световното първенство в Германия'74.

## Футболна кариера

### На клубно ниво
Панов е юноша на Септември (София), където играе няколко сезона в Б група. През 1968 г. е привлечен в елитния Спартак (София). През есенния полусезон на 1968/69 изиграва 8 мача и бележи 5 гола в А група.
През януари 1969 г. Панов става част от Левски - Спартак след обединението на „сините“ със Спартак (София). Бързо се превръща в основна фигура в състава. През пролетта на 1968/69 записва 7 мача и бележи 4 гола в първенството. Играе за отбора в продължение на 12 години и половина. Има 301 мача и 131 гола в А група, което го поставя на 2-ро място във вечната ранглиста на голмайсторите на Левски след Наско Сираков. Записва също 46 мача с 23 гола в турнира за националната купа. С клуба печели четири пъти шампионската титла и пет пъти купата на страната.
Панов е голмайстор №1 на Левски в евротурнирите за всички времена. Общо има 36 мача и 22 гола – 9 мача с 3 гола за КЕШ, 13 мача с 9 гола за КНК и 14 мача с 10 гола за Купата на УЕФА. С огромна заслуга за похода на Левски в Купата на УЕФА през сезон 1975/76, когато „сините“ достигат до четвъртфинал. В 8-те мача от турнира бележи 9 гола – 2 срещу турския Ескишехирспор, 3 срещу немския Дуисбург, 2 срещу Аякс и 2 срещу Барселона. През следващия сезон 1976/77 отново достига с Левски до четвъртфинал, но в турнира КНК, като той в 5 мача бележи 4 гола.
През 1981 г. Панов преминава в гръцкия Арис (Солун). През сезон 1981/82 изиграва 25 мача в местната Суперлига, както и 3 мача с 2 гола в Купата на УЕФА, след което слага край на кариерата си.

### Национален отбор
Панов преминава през всички национални гарнитури. Между 1967 г. и 1969 г. изиграва 28 мача и бележи 20 гола за юношеския национален отбор, като 12 пъти извежда състава с капитанската лента. С отбора става европейски шампион на първенството в Източна Германия през 1969 г. След това продължава да е основна фигура и в младежкия национален отбор. За него записва 26 мача с 8 гола, като в 7 срещи е капитан.
Дебютира за А националния отбор на 24 март 1971 г. в олимпийска квалификация срещу Великобритания. Бележи първия си гол на 18 април 1973 г. при загуба с 2:5 като гост срещу Турция за Балканската купа. Включен е в състава на България за световното първенство в Германия'74, където участва и в трите срещи на отбора. Изиграва последният си мач за националния тим при загуба с 0:3 от Англия в европейска квалификация на 6 юни 1979 г. Общо записва 44 мача (7 като капитан) и 13 гола за България.

## Треньорска кариера
Помощник-треньор в „Левски“, начело на „сините“ през 1986 – 1987 и от 1989 до 1990 г. Треньор на „Иваняу национале“, Нигерия – шампион, младежкия национален отбор през 1992 – 1993 г., Ботев (Пловдив), „Септември“, Локомотив (София) и Родопа. Легендарният нападател на „сините“ поема столичните „железничари“ през пролетта на 2000 г., сменяйки на поста Георги Петков, но е уволнен през есента на същата година след слабия старт на „Локомотив“ в първенството. Назначен е за председател на Спортно-техническата комисия към Управителния съвет на „Левски“. През юни 2006 г. става треньор на „Родопа“, а мястото му в УС на „Левски“ е заето от друг бивш играч на „сините“ – Кирил Ивков.
Умира внезапно на 18 февруари 2018 г. в София.

## Успехи
Левски (София)
- А група:
  -  Шампион (4): 1969/70, 1973/74, 1976/77, 1978/79

- Национална купа:
  -  Носител (5): 1969/70, 1970/71, 1975/76, 1976/77, 1978/79

България (юноши)
- Европейско първенство:
  -  Шампион: 1969